# Anne Edmé Alexandre de Toulongeon
Pour les articles homonymes, voir Toulongeon.
Anne Edmé Alexandre Toulongeon, né le 28 novembre 1741 à Champlitte (Haute-Saône), mort le 15 février 1823 à Diant (Seine-et-Marne), est un général de brigade de la Révolution française.

## États de service
Surnuméraire aux Chevau-légers de la Garde en 1757, il est admis dans l'ordre de Saint-Jean de Jérusalem le 23 février 1761,. En 1783 et 1784, il sert dans l’escadre de l’amiral d’Estaing, pendant la campagne d'Amérique, et il est fait chevalier de Saint-Louis en 1780.
Capitaine au régiment de La Rochefoucauld dragons, il est nommé colonel commandant le régiment de Rouergue-infanterie, le 10 mars 1788.
Il est promu maréchal de camp le 6 février 1792, à l’armée du Nord. Il démissionne de l'armée le 20 avril 1792, le même jour que son frère Hippolyte-Jean-René de Toulongeon. 

## Famille
Il est le frère du général Hippolyte-Jean-René de Toulongeon (1739-1794), et du député François Emmanuel Toulongeon (1748-1812).

## Sources
- (en) « Generals Who Served in the French Army during the Period 1789 - 1814: Eberle to Exelmans »
- Louis de la Roque, Catalogue des chevaliers de Malte, Paris, Alp. Desaide, graveur héraldique, 1891, p. 240.
- Charles De Croeser de Berges, Histoire généalogique de la famille De Croeser, et de plusieurs autres, imprimerie de la veuve de Moor, Bruges, 1790, p. 27.
- Alex Mazas, Histoire de l'ordre royal et Militaire de Saint-Louis depuis son institution, jusqu'en 1830, Tome 2, Firmin Didot frère, Paris, 1860, p. 285.
- M de Saint-Allais, L'Ordre de Malte, ses grands Maitres et ses chevaliers, chez l'auteur, Paris, 1839, p. 240